# Abram Jefimowitsch Archipow
Abram Jefimowitsch Archipow (russisch Абрам Ефимович Архипов; * 15. Augustjul. / 27. August 1862greg. im Gouvernement Rjasan; † 25. September 1930 in Moskau) war ein russisch-sowjetischer Maler, der sich vorrangig der Landschaftsmalerei widmete.

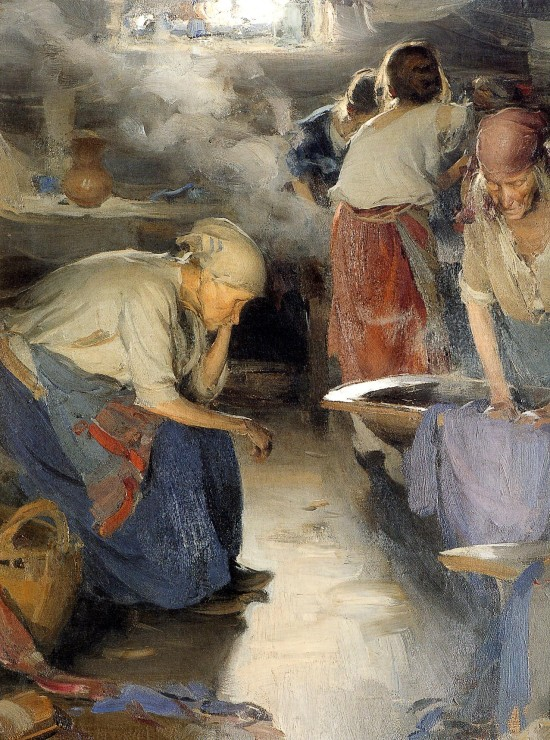
A. J. Archipow: Wäscherinnen, 1901

## Leben
Er wuchs im Dorf Jegorowo im Gouvernement Rjasan in einer Kleinbauernfamilie auf. In der Zeit von 1877 bis 1883 sowie von 1886 bis 1888 studierte er an der Moskauer Hochschule für Malerei, Bildhauerei und Architektur. Hier studierte er unter der Leitung von Wassili Perow, Wassili Polenow, Illarion Prjanischnikow, Alexei Sawrassow und Wladimir Makowski. Darüber hinaus studierte er während der Unterbrechung dieses Studiums in den Jahren von 1884 bis 1886 an der Petersburger Kunstakademie. In der zweiten Phase seines Studiums in Moskau erhielt er für das Bild Krankenbesuch (Посещение больной) eine Silbermedaille.
Im Jahr 1891 wurde Archipow Mitglied der Peredwischniki. In den Jahren 1886 und 1912 besuchte er das europäische Ausland, darunter Frankreich, Deutschland und Italien. Seit 1912 bereiste er häufig den Norden Russlands. 1904 wurde er einer der Begründer der Vereinigung russischer Künstler.
Seit 1894 leitete Archipow die Klasse für Landschaftsmalerei an der Hochschule für Malerei, Bildhauerei und Architektur in Moskau. 1898 erhielt er den Titel eines Akademikers. Nach der Oktoberrevolution beteiligte er sich an der Neustrukturierung der Hochschule. Seine Lehrtätigkeit setzte er bis 1924 fort. Die Erste Russische Kunstausstellung Berlin 1922 zeigte seine Gemälde Markt, Bäuerin, Beim Zeitungslesen. Ganz aktuell, aus dem letzten Kriege mit Polen, war auch sein Bild Brennendes russisches Dorf ausgestellt.  A.J. Archipow verstarb 1930 in Moskau.
Seine Werke sind größtenteils in der Tretjakow-Galerie und vereinzelt im Belorussischen Kunstmuseum in Minsk ausgestellt.

## Werke (Auswahl)
- Die Trinkerin (Пьяница) (1883)
- Ikonenmaler auf dem Dorf (Деревенский иконописец) (1889)
- Wäscherinnen (Прачки) (Varianten zu diesem Sujet entstanden in den 1890er Jahren und 1901)
- Am Fluss Oka (По реке Оке) (1890)
- Rückwärts (Обратный) (1896)
- Dorf im Norden (Северная деревня) (1902)
- Die Gäste (Гости) (1914)
- Mädchen mit Krug (Девушка с кувшином) (1927)